# Harnesk (rustning)
|  | Wiktionary har ordboksartiklar om Harnesk och Kyrass. |

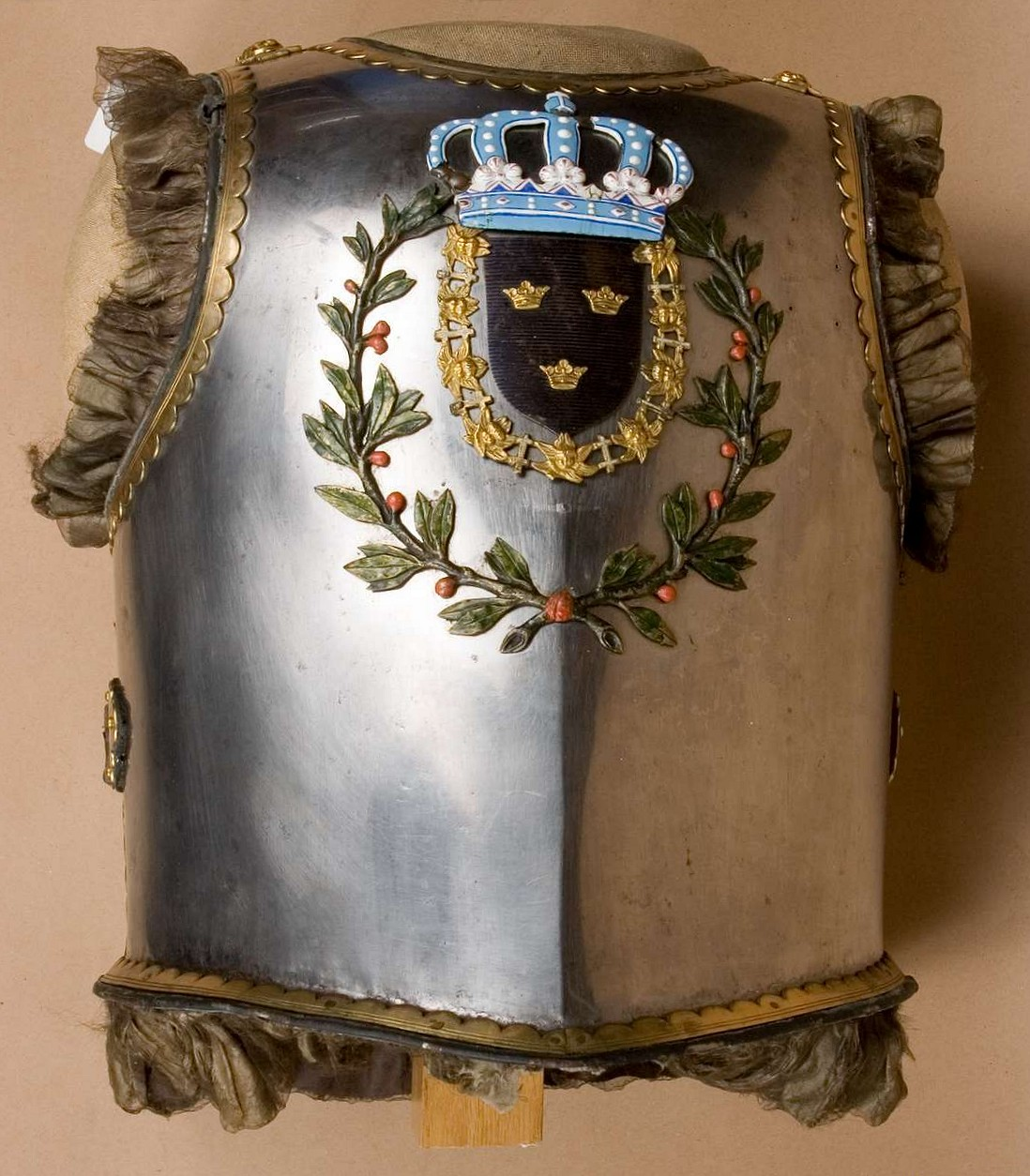
Harnesk för kaptenlöjtnanten vid Livdrabantkåren, från början av 1800-talet

Harnesk, kyrass eller kyritz är främst ett historiskt begrepp för av beskriva en krigares pansarskydd över bröstet och ryggen (bröstpansar + ryggpansar), exempelvis som del av en hel- eller halvrustning alternativt som enskilt kroppsskydd.
I modern tid förekommer harnesk i form av så kallade skyddsvästar och kroppsskydd, uppgjorda av textilvästar i vilka pansarsköldar (metall, kevlar, keram) anbringats, avsedda mot stick, splitter eller som visst ballistiskt skydd (skottsäkerhet).

## Begrepp
Under medeltiden avsåg harnesk egentligen krigarens hela rustning av metall och inte enbart bröst- eller ryggplåten, då särskild som bröstharnesk samt ryggharnesk. På 1500-talet började benämningen kyritz användas i Sverige och på 1700- och 1800-talen benämndes kyrassiärernas bröst- och ryggharnesk kyrass.
Pansarmaterialet varierar:
- Om gjord i rustningsplåt kan det särskiljas som plåtharnesk (bröstplåt, ryggplåt)
- Om gjord i flexibelt pansar, såsom fjällpansar, lamellpansar eller ringpansar, kan det särskiljas som brynja (fjällbrynja, lamellbrynja, ringbrynja).

## Historia
Under 1500-talet och början av 1600-talet betecknade harnesk fortfarande rustning, men rustning av smidd stålplåt till skillnad från rustning av pansar, det vill säga smidesjärn som utmärkte sig för stor seghet, som under denna tid helt kommit ur bruk. När förbättringar av eldvapnen nödvändiggjorde tjockare och tyngre harnesk, minskade man totalvikten genom att avlägsna umbärliga delar, och vid 1600-talets mitt avlade såväl pikenerare som rytteri dessa mer eller mindre fullständiga harnesk. Vid rytteriet bibehölls för manskapet bröst- och ryggharnesk, och under slutet av århundradet använde manskapet enbart bröstharnesk. Med införandet av lätt kavalleri upphörde användandet av harnesk och i Sverige avlades de fullständigt 1815.
Harnesken var fodrade med skinn eller tyg. "Skottfritt" kallas ett harnesk, som vid provskjutning motstått sin tids gevär och de bär märke efter provskottet.

### Tryckta verk
- Harnesk i Nordisk familjebok (andra upplagan, 1909)
- Nordisk familjebok 1952-55års upplaga/ Rustning

### SAOB
- ”Bröst- (bröstplåt, bröstharnesk)”. Svenska Akademiens ordbok. saob.se. 1924. https://www.saob.se/artikel/?seek=br%C3%B6st&pz=1. Läst 28 maj 2023.
- ”Harnesk”. Svenska Akademiens ordbok. saob.se. 1924. https://www.saob.se/artikel/?seek=harnesk&pz=1. Läst 28 maj 2023.
- ”Kyrass”. Svenska Akademiens ordbok. saob.se. 1924. https://www.saob.se/artikel/?seek=kyrass&pz=1. Läst 28 maj 2023.